# Кольо Господинов
Кольо Димитров Господинов е организатор и ръководител на нелегална група за събиране на храни и оръжие в помощ на горяните в Пазарджишко.

## Биография
Роден е в село Бояджик, Ямболско, в 1919 година. Създаването на ръководената от него нелегална организация той започва през ноември 1950 година след среща със Спас Асенов Иванов, ръководител на нелегална група в Пазарджишко. Той и хората му действат в района на Ямболско, Новозагорско и Тополовградско. По време на дейността си събират и предават на горяните и близките им брашно, олио, пушки, патрони, ръчни гранати и радиоапарат.
Господинов е арестуван след нелегално събрание в Нова Загора за организиране на бивши членове на забранената партия БЗНС - Никола Петков по агентурна разработка на Държавна сигурност, наречена „Заговорници“. При един от разпитите в процеса срещу него е запазено донесение за негова реч на събранията: „След като се стабилизира БЗНС ние няма да отмъщаваме на никой, стига отмъщение, стига „зъб за зъб“, стига толкова кръв... И това ще го направим само ние, само БЗНС, на комунистите ще се даде пълна свобода на словото и печата, но това ще стане тогава като се изгради в Европа съюз на Европейските съединени щати“.
На 19 септември 1951 година Старозагорският окръжен съд осъжда на смърт чрез разстрел Кольо Димитров Господинов по обвинение в това че е „организирал и ръководил в Ямболска околия нелегална организация с цел да събори с преврат народнодемократичната власт на Народната Република“.

## Почит
На 21 декември 2016 година Кольо Димитров Господинов е удостоен посмъртно заедно с още 29 души от президента на република България Росен Плевнелиев с орден „За гражданска заслуга“ I степен за „изключително големи заслуги и усилия за укрепване на гражданското общество, за защита на човешките права и свободи и за съпротивата му срещу тоталитарния режим“.